# 赤い公園のオールナイトニッポン0(ZERO)
『赤い公園のオールナイトニッポン0(ZERO)』（あかいこうえんのオールナイトニッポンゼロ）は、ニッポン放送で2014年9月29日から2015年3月23日まで放送されたラジオ番組。
これまでの『高松豪とたかまつななのオールナイトニッポン0(ZERO)』の枠を引き継ぐもので、2014年10月改編に伴い、90分枠の番組としてスタート。

## 放送時間
- 月曜 27:00-28:30

## パーソナリティ
- 赤い公園
  - 佐藤千明（ボーカル・キーボード）
  - 津野米咲（ギター・コーラス） - 不定期出演
  - 藤本ひかり（ベース）
  - 歌川菜穂（ドラムス・コーラス）

## 放送内容
| 回 | 放送日         | テーマ                                                             | ゲスト                     |
| -- | -------------- | ------------------------------------------------------------------ | -------------------------- |
| 01 | 2014年9月29日  | あなたのNOW ON AIR！                                               |                            |
| 02 | 2014年10月6日  | リスナーが知ってる！赤い公園に教えたいコト！                       |                            |
| 03 | 2014年10月13日 | モンスターハンター4P！～P級クエスト 赤い公園メンバーを笑わせろ！～ |                            |
| 04 | 2014年10月20日 | 男と女のあるある喧嘩祭！                                           | レイザーラモンRG           |
| 05 | 2014年10月27日 | 最近、1人でやったこと！                                            |                            |
| 06 | 2014年11月10日 | aiko×赤い公園のガールズトーク！                                    | aiko                       |
| 07 | 2014年11月17日 | Satoo！知恵袋！                                                    |                            |
| 08 | 2014年11月24日 | 囁く！日本ネゴート大賞！                                           |                            |
| 09 | 2014年12月1日  | 六人で喋れないなら、せめて四人で喋ろう！                           | 尾崎世界観・長谷川カオナシ |
| 10 | 2014年12月8日  | リスナーがサンタクロース～プレゼント大交換会！～                   |                            |
| 11 | 2014年12月15日 | しろたん危機一髪！                                                 |                            |
| 12 | 2014年12月22日 | リスナーがサンタクロース！～サンタテレフォン！〜                   |                            |
| 13 | 2014年12月29日 | 歳末大掃除スペシャル！〜今年の企画は今年のうちに！〜               |                            |
| 14 | 2015年1月5日   | 自由！                                                             |                            |
| 15 | 2015年1月12日  | 大人と子供のガチンコ喧嘩祭り！                                     |                            |
| 16 | 2015年1月19日  | わたしたち、パフュームになります！                                 |                            |
| 17 | 2015年1月26日  | 2015年の楽しかった思い出！                                         |                            |
| 18 | 2015年2月2日   | 最終回リハーサル！                                                 |                            |
| 19 | 2015年2月9日   | リスナーショコラティエ！                                           |                            |
| 20 | 2015年2月16日  | 22歳！青春記憶力クイズ！                                           | 片平里菜                   |
| 21 | 2015年2月23日  | 新コーナーの企画案募集！                                           |                            |
| 22 | 2015年3月2日   | 今のうちにラジオでやっておきたいこと！                             |                            |
| 23 | 2015年3月9日   | "初メール"大募集！                                                 |                            |
| 24 | 2015年3月16日  | フリートーク！                                                     |                            |
| 25 | 2015年3月23日  | 最終回！                                                           |                            |

## コーナー
osiri
便利な秘書アプリ、osiriは、普通の質問をしているのに、帰ってくるのは少しエッチな回答。そんなosiriの使用サンプルをリスナーから送ってもらうコーナー。
劇団赤い公園
リスナーから送られてきた設定をもとに、4人が演技をする、ラジオドラマのコーナー。
津野米咲が選ぶ１曲
ギター・津野が選ぶ1曲をかけるコーナー。

## ゲスト
- 2014年10月20日 - レイザーラモンRG
- 2014年11月10日 - aiko
- 2014年12月1日 - 尾崎世界観・長谷川カオナシ
- 2015年2月16日 - 片平里菜

## 代理番組
- 2014年11月3日 - 和田正人